# Saclan
Le saclan (ou bay miwok, c'est-à-dire, miwok de la baie) est une langue amérindienne de la famille des langues miwok parlée aux États-Unis, à l'Ouest du mont Diablo, dans le Nord de la Californie.
Le saclan, éteint depuis longtemps, est la moins documentée des langues miwok.